# Relations entre l'Afrique du Sud et la Namibie
Les relations entre l'Afrique du Sud et la Namibie se réfèrent aux relations actuelles et historiques entre ces deux pays. L'Afrique du Sud a conquis l'actuelle Namibie quand elle appartenait à l'Allemagne pendant la Première Guerre mondiale. Elle l'occupa jusqu'à son indépendance en 1990. Au cours de ces soixante-quinze années, des milliers de Sud-Africains, installés en Namibie ou en Afrique du Sud, ont considéré la région comme une province interne au pays plutôt qu'une entité étrangère conquise. Ainsi, ils ont imposé l'apartheid en Namibie comme ils l'ont fait dans leur propre pays.

## Occupation de la Namibie (1915-1990)
Au début de 1915, l'Afrique du Sud a conquis et occupé ce qui était alors le Sud-Ouest africain allemand pendant la Première Guerre mondiale. À partir de 1915, le Sud-Ouest africain (comme on l'appelait) était géré par les administrateurs sud-africains et le contrôle de la région provenait de Pretoria. Beaucoup de colons blancs sud-africains se sont déplacés vers les zones et les exploitations agricoles contrôlées par les Africains auparavant.
De 1966 aux années 1980, la South-West African People's Organisation (SWAPO) a mené une guerre d'indépendance contre la South African Defence Force (SADF). À partir de 1974, elle organisait des batailles contre les forces armées cubaines et les Forces armées pour la libération de l'Angola. Pendant cette période, la Namibie était souvent administrée comme une cinquième province de l'Afrique du Sud, comme on peut voir dans les domaines économique et militaire sous le régime de l'apartheid.

## Indépendance de la Namibie (1990-)
En 1994, l'apartheid a pris fin en Afrique du Sud et Nelson Mandela a été élu président du pays. Depuis lors, les relations entre la Namibie et l'Afrique du Sud sont restées étroites. De nombreuses visites ont eu lieu entre les dirigeants des deux nations et plusieurs accords ont été signés. L'économie de la Namibie est également étroitement liée à l'Afrique du Sud en termes de commerce et les entreprises sud-africaines ont un grand nombre d'investissements dans les industries clés de la Namibie telles que l'exploitation minière, la vente au détail, la banque et l'assurance. La Namibie contribue grandement à la croissance et au développement de l'industrie touristique sud-africaine. La Namibie est classée au 9ème rang des sources de tourisme en Afrique du Sud.